# Clash by Night
Clash by Night és una pel·lícula estatunidenca del director Fritz Lang estrenada el 1952.

## Argument
Mae Doyle torna a casa seva després de molts anys d'absència per trobar el seu germà enamorat de Peggy, empleada d'una fàbrica de conserves de peix.
El germà tem que Peggy, a qui agraden les emocions fortes, es torni com Mae, dura i cansada. Mae, després d'una aventura amb un amic del seu germà, es casa amb el seu vertader amor, un capità de vaixell de pesca, Jerry.

## Repartiment

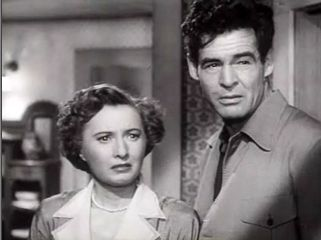
Barbara Stanwyck i Robert Ryan

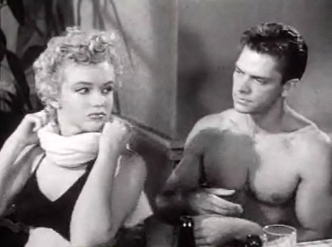
Marilyn Monroe i Keith Andes

- Barbara Stanwyck: Mae Doyle D'Amato
- Paul Douglas: Jerry D'Amato
- Robert Ryan: Earl Pfeiffer
- Marilyn Monroe: Peggy
- J. Carrol Naish: Oncle Vince
- Keith Andes: Joe Doyle
- Silvio Minciotti: Papa D'Amato
- Tony Martin: El cantant de I Hear a Rhapsody (veu)

## Crítica
Estranya adaptació de l'obra teatral d'Odets, completament allunyada de l'original que el guionista va fer servir com un punt de suport, estripant les connotacions socials (el tema es desenvolupa en un context de depressió econòmica i atur) per deixar-lo en un sòlid i a estones impactant drama passional del qual Lang es trobava molt satisfet. La força i precisió de les seves imatges, les superbes composicions del trio protagonista i l'electritzant presència (per primera vegada en un paper important) de Marilyn Monroe, van contribuir a fer que els espectadors compartissin l'entusiasme del seu director per aquest film.